# Aoukar

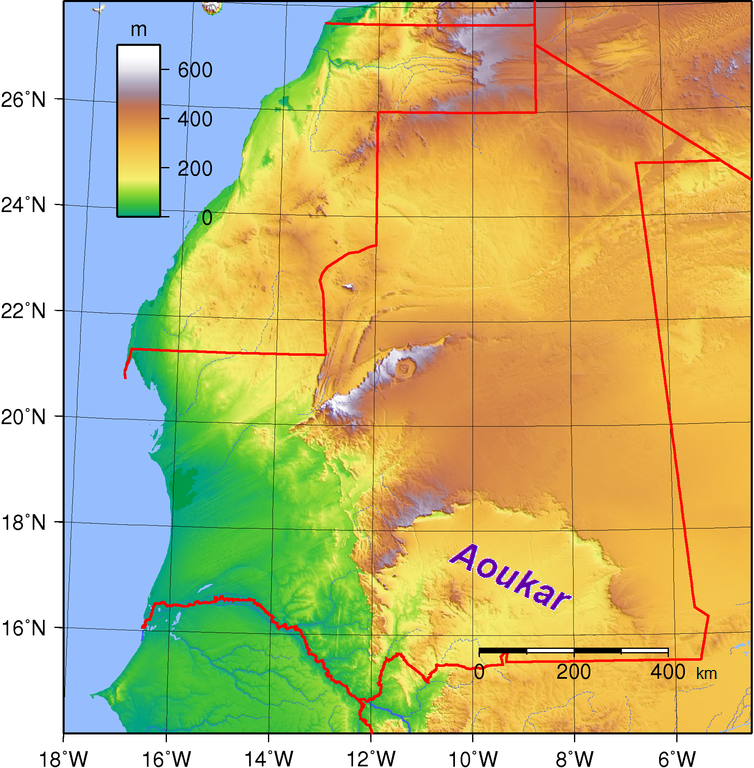
Localizzazione dell'Aoukar in Mauritania

L’Aoukar o Erg Aoukar, è una depressione geologica  situata nella parte sudorientale della Mauritania e localizzata tra le città di Kiffa e Néma, a sud dell'altopiano di Tagant.
Il bacino Aoukar è una regione naturale arida costituita da dune sabbiose e laghi salati, contornata da scarpate sui lati settentrionale e orientale.

## Storia
In quest'area esisteva un tempo un vasto bacino endoreico ricoperto di canna palustre, ora scomparso. Tra il 1700 a.C. e il 400 d.C. attorno alle sponde del lago si sviluppò un'importante civiltà. Il lago si estendeva fino all'area di Tichitt, bordando il margine meridionale dell'altopiano di Tagant.
Al di sotto delle scogliere (dhars) che si affacciavano sull'antico lago, sono stati trovati i resti di circa 400 villaggi.

## Ecologia
L'Aoukar è uno dei pochi rifugi naturali in cui sopravvive l'Addax nasomaculatus, o antilope dalle corna a vite, una specie ormai in forte pericolo di estinzione.